# Lazaristé
Lazaristé, též pauláni, vincentini nebo vincenciáni (Congregatio Missionis – Kongregace misie, zkr. CM) jsou různá označení pro katolickou mužskou kongregaci založenou sv. Vincencem de Paul roku 1625 a schválenou papežem Urbanem VIII. roku 1632. Jejím hlavním posláním je výchova kněží, péče o staré, nemocné, sirotky a mravně pokleslé osoby. Označení lazaristé se používá hlavně ve Francii (lazaristes) a Rakousku (Lazaristen), zatímco v Německu se nazývají vincentini (Vinzentiner) a v anglickém jazykovém prostoru vincenciáni (Vincentians). Název lazaristé získali podle mateřského kláštera Saint-Lazare v Paříži.
Kongregace má dnes přibližně 4000 členů působících v padesátce zemích světa, např. na Slovensku, Ukrajině, v Maďarsku, Rusku nebo Hondurasu. V České republice je komunita lazaristů mj. v Plzni, Lošticích nebo v Dobrušce.
Výraz pauláni se používá i pro členy jiných církevních uskupení, viz rozcestník.